# Oetlitk
Oetlitk, jedna od tri pod-plemena ili septova pravih Bella Bella Indijanaca ili Sjevernih Kwakiutla, jeično srodnih Haislama, porodica Wakashan. Oetlitki su nastanjeni na pacifičkoj obali kanadske provincije Britanska Kolumbija na središnjem dijelu Milbank Sounda. Na sjeveru su im susjedi Kokaitk i na jugu Oealitk. -pripadaju kulturnom području Sjeverozapadne obale. 
Ostali nazivi za njih su: Okatlituk, Weetle-toch, Weitle toch.